# Здание железнодорожной станции Парголово
Здание железнодорожной станции Парголово — памятник архитектуры. Расположен в посёлке Парголово Выборгского района Санкт-Петербурга, современный адрес —  Вокзальная улица, 26.

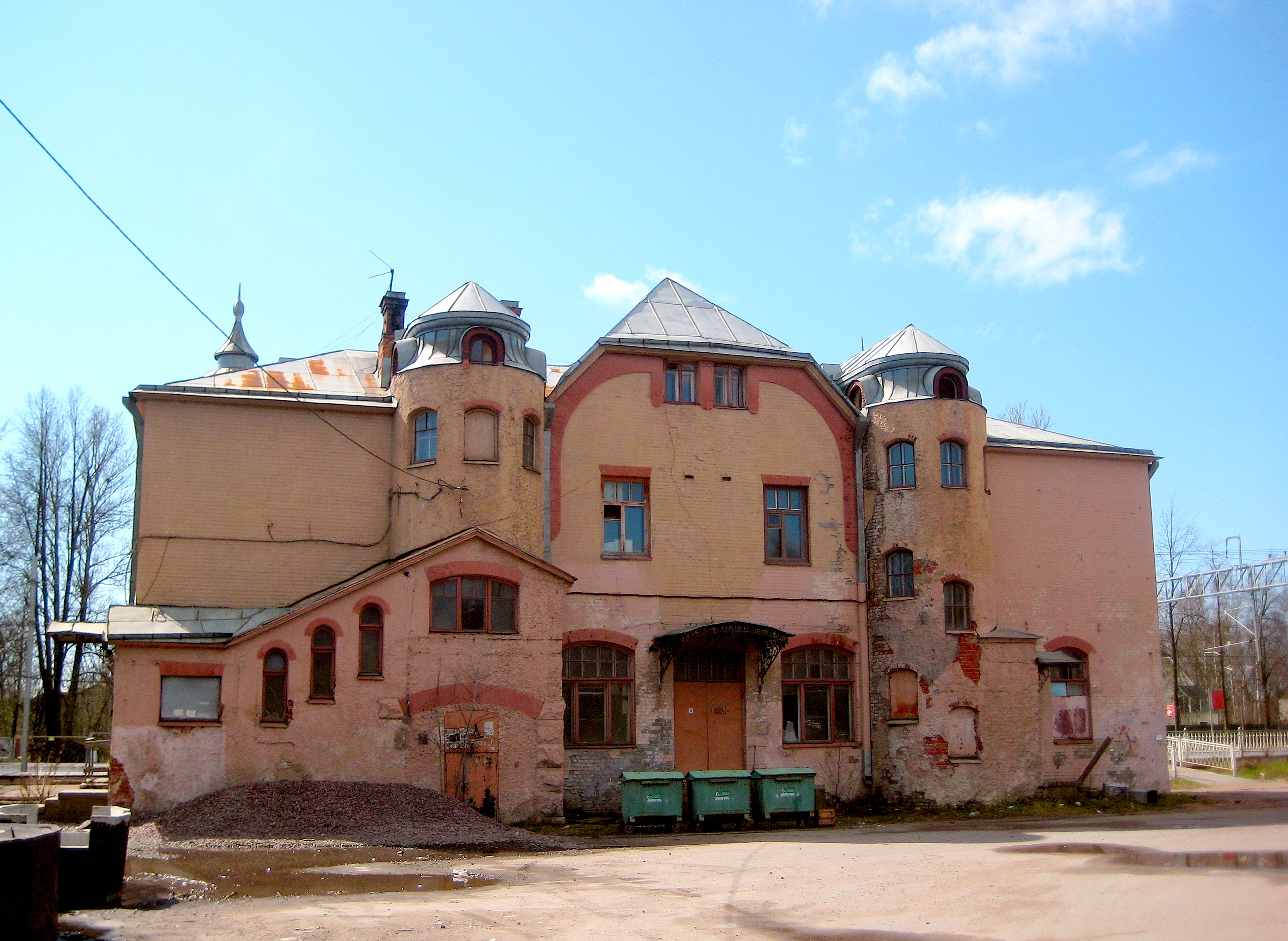
Тыльный фасад

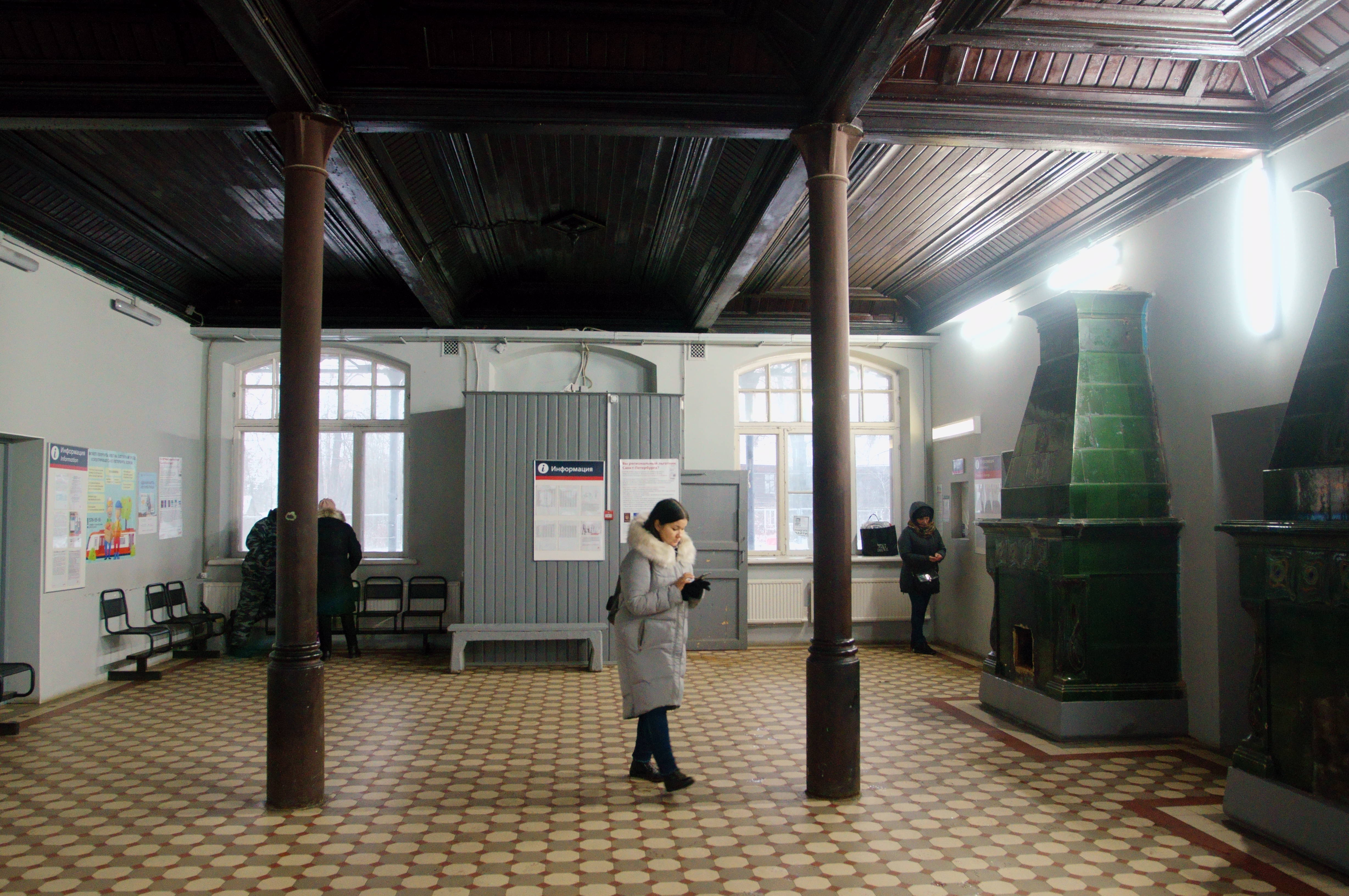
Интерьер зала

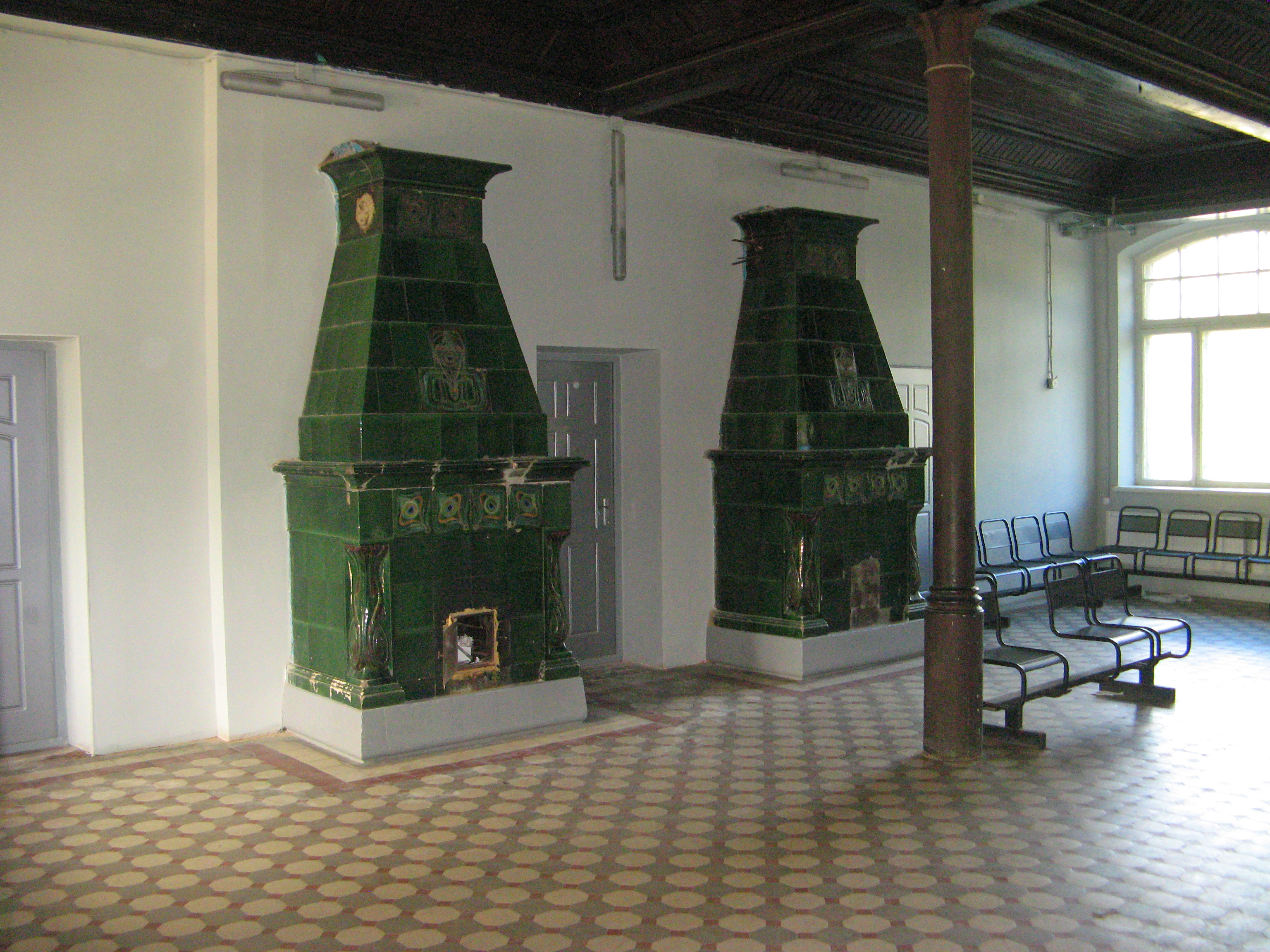
Изразцовые печи

Изначально здания станций на железнодорожной линии Санкт-Петербург — Рийхимяки проектировал в 1868—1870 годах Вольмар Вестлинг; строения были деревянными, украшенными резьбой. В конце XIX века перестройкой станций в камне занимался Бруно Фердинанд Гранхольм, архитектор Главного управления железных дорог Финляндии.
Гранхольм построил ряд средних вокзалов островного типа, ядром плана которых служит проходной зал ожидания.
Постройка неоромантического вокзала в Парголово была завершена в 1906 году. У здания два этажа, в его основной объём врезаны парные круглые башни (добавленные в проект не сразу, в предварительном проекте они отсутствовали). Лицевой и тыльный фасады дополнительно украшены широким полувальмовым щипцом, выделенным декоративными полосками тёмно-красного кирпича.
Главный фасад обращён к железнодорожным путям, угловые башни на нём завершены колоколообразными куполами. Стены сложены из силикатного кирпича и по большей части (кроме башен) не оштукатурены. Изначально купола были покрыты красной черепицей, в дальнейшем замененной на кровельное железо. Кроме того, со стороны этого фасада расположен функциональный, не сочетаемый по стилю металлический навес на тонких колонках. Окна фасадов разнообразные по типам, на боковых фасадах они несимметрично повторяются в обратном порядке.
Со стороны тыльного фасада в сдвинутых в центру, вплотную к щипцу, башнях расположены лестницы. К одной из башен сбоку присоединено косоугольное крытое крыльцо, окна которого расположены по диагонали.
Потолок центрального зала вокзала подшивной кессонированный, из тёмного дерева. В зале стоят две изразцовые печи шатрового типа производства финского завода «Або» по рисунку К. Майера.
В 1906 году рядом со станцией также был построен краснокирпичный туалет. К 2020 годам его исторический облик был искажён сайдингом в корпоративных цветах РЖД, в декабре 2020 года дореволюционное здание было незаконно снесено. Планировалось открыть уголовное дело и принудить РЖД восстановить строение.